# Стройково (Московская область)
Стройково — деревня в Сергиево-Посадском районе Московской области России, входит в состав городского поселения Хотьково.

## Население
| 1859 | 1886 | 1890 | 1899 | 1926 | 2002 | 2006 | 2010 |
| ---- | ---- | ---- | ---- | ---- | ---- | ---- | ---- |
| 191  | ↘75  | ↗80  | ↗82  | ↗153 | ↘6   | ↗7   | ↘3   |

## География
Деревня Стройково расположена на севере Московской области, в юго-западной части Сергиево-Посадского района, примерно в 45,5 км к северу от Московской кольцевой автодороги, 13 км к западу от железнодорожной станции Сергиев Посад и 5 км к северо-западу от железнодорожной станции Хотьково.
В 12 км юго-восточнее деревни проходит Ярославское шоссе М8, в 16 км к югу — Московское малое кольцо А107, в 14 км к северо-востоку — Московское большое кольцо А108, в 25 км к западу — Дмитровское шоссе А104. Севернее деревни — пути Большого кольца Московской железной дороги, юго-восточнее — Ярославского направления Московской железной дороги.
Ближайшие населённые пункты — деревня Кудрино посёлок станции Жёлтиково.
К деревне приписано два садоводческих товарищества (СНТ).

## История
В «Списке населённых мест» 1862 года — казённая деревня 1-го стана Дмитровского уезда Московской губернии по левую сторону Дмитровского тракта (из Сергиевского посада в Дмитров), в 32 верстах от уездного города и 14 верстах от становой квартиры, при прудах, с 26 дворами и 191 жителtм (84 мужчины, 107 женщин).
По данным на 1890 год — деревня Озерецкой волости 1-го стана Дмитровского уезда с 80 жителями.
В 1913 году — 15 дворов, имение Товарищества кирпичных заводов И. П. Воронина и кирпичный завод Верина.
По материалам Всесоюзной переписи населения 1926 года — деревня Ахтырского сельсовета Хотьковской волости Сергиевского уезда Московской губернии в 11,7 км от Ярославского шоссе и 5,3 км от станции Хотьково Северной железной дороги, проживало 153 жителя (68 мужчин, 85 женщин), насчитывалось 26 крестьянских хозяйств.
С 1929 года — населённый пункт Московской области в составе:
- Ахтырского сельсовета Сергиевского района (1929—1930)[15],
- Ахтырского сельсовета Загорского района (1930—1959)[16][17],
- Митинского сельсовета Загорского района (1959—1963, 1965—1991)[17][18],
- Митинского сельсовета Мытищинского укрупнённого сельского района (1963—1965)[17],
- Митинского сельсовета Сергиево-Посадского района (1991—1994)[18],
- Митинского сельского округа Сергиево-Посадского района (1994—2006)[19],
- городского поселения Хотьково Сергиево-Посадского района (2006 — н. в.)[20][21].